# والنتینا سیدورووا
والنتینا سیدورووا (روسی: Валентина Васильевна Сидорова؛ زادهٔ ۴ مهٔ ۱۹۵۴) شمشیرباز اهل اتحاد جماهیر شوروی سوسیالیستی بود.
وی در مسابقات کشوری و بین‌المللی در مجموع برندهٔ ۱ مدال طلا، ۱ مدال نقره شده‌است.